# Gas de elevación

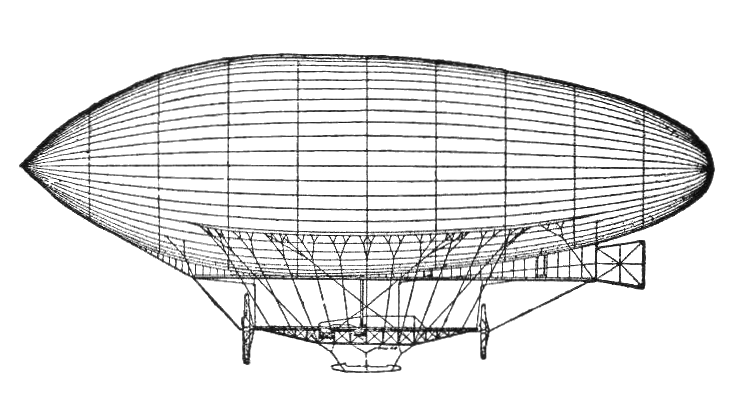

Se conoce como gas elevador, gas de elevación o gas de sustentación aquel gas más ligero que el aire —es decir que los gases atmosféricos en condiciones normales—, que como consecuencia sirve para crear flotabilidad en los aerostatos. No todos los gases más ligeros que el aire pueden servir como gases elevadores.
La densidad del aire seco es de unos 1,29 g/L (gramos por litro) bajo condiciones normalizadas de presión y temperatura y una masa molar media de 28,97 g/mol. Los gases elevadores tienen una densidad y masa molar menores.

## Gases adecuados para servir como gases elevadores
- Aire caliente
- Hidrógeno[4]
- Helio[4]
- Propano[5]
- Vapor
- Amonio
- Metano
- Fluoruro de hidrógeno
- Gas de hulla
- Acetileno
- Dihidrógeno
- Cianuro de hidrógeno
- Neón
- Nitrógeno
- Plasma